# Marcel M. Olteanu
Marcel Olteanu a fost un general român care a luptat în cel de-al Doilea Război Mondial.
A fost decorat pe 17 octombrie 1941 cu Ordinul „Mihai Viteazul” cl. III-a „pentru curajul deosebit și spiritul de sacrificiu cu care s'a avântat în fruntea eșalonului de asalt, în luptele date pentru cucerirea Capului de Pod Bădărăi. Toate încercările disperate ale inamicului de a recuceri terenul și a distruge podul au fost zădărnicite de ofițer prin contraatacuri viguroase, rămânând neclintit pe poziție”.

## Decorații
- Ordinul „Coroana României” în gradul de Ofițer (9 mai 1941)[2]
- Ordinul Militar „Mihai Viteazul” clasa III-a (17 octombrie 1941)[1]

Prin Decretul Consiliului de Stat al Republicii Populare Romîne nr. 500/1964 i s-a conferit Ordinul „23 August” clasa a IV-a „pentru merite deosebite în opera de construire a socialismului, cu prilejul celei de a XX-a aniversări a eliberării patriei”.